# Niederer Fläming
Niederer Fläming (letteralmente: "basso Fläming") è un comune di 3 016 abitanti del Brandeburgo, in Germania.
Appartiene al circondario del Teltow-Fläming ed è parte della comunità amministrativa di Dahme/Mark.
Non esiste alcun centro abitato denominato "Niederer Fläming": si tratta pertanto di un comune sparso.

## Storia
Nel 2003 al comune di Niederer Fläming venne aggregato il comune di Herbersdorf.

## Società

### Evoluzione demografica
- Sviluppo della popolazione dal 1875 entro gli attuali confini (linea blu: popolazione; linea puntata: confronto dello sviluppo della popolazione dello stato del Brandenburgo; sfondo grigio: ai tempi del governo nazista; sfondo rosso: al tempo del governo comunista).
- Sviluppo recente della popolazione (linea blu) e previsioni.

## Geografia antropica

### Suddivisioni amministrative
Il territorio comunale comprende 23 centri abitati (Ortsteil):
- Borgisdorf
- Bärwalde
- Gräfendorf
- Herbersdorf
- Hohenahlsdorf
- Hohengörsdorf
- Hohenseefeld
- Höfgen
- Kossin
- Körbitz
- Lichterfelde
- Meinsdorf
- Nonnendorf
- Reinsdorf
- Riesdorf
- Rinow
- Schlenzer
- Sernow
- Waltersdorf
- Weißen
- Welsickendorf
- Werbig
- Wiepersdorf